# Glottochronologie

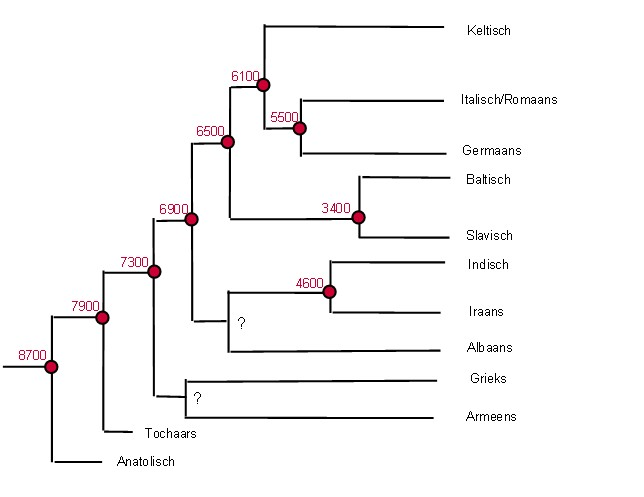
Stamboom van het Indo-Europees volgens de glottochronologische methode

De glottochronologie is een tak van de historische taalkunde die tracht de historische verwantschap tussen talen te bepalen en een schatting te verkrijgen van het tijdstip waarop talen zijn ontstaan, door statistische vergelijking van de veranderingen in de woordenschat van verwante talen.
De grondslag voor deze methode werd gelegd in het midden van de 20e eeuw door Morris Swadesh. Hij besefte terdege dat talen hun woordenschat niet alleen maar door vererving verkrijgen maar dat ontlening, soms uit volledig onverwante talen, een belangrijke rol speelt. Nauwgezette schifting van het onderzoeksmateriaal is nodig om statistisch betrouwbare gegevens te verkrijgen en Swadesh stelde daarom lijsten op van woorden die hoogstwaarschijnlijk al zeer lang tot de woordenschat van de betreffende taal behoord hadden.
De statistische methoden die Swadesh tot zijn beschikking had waren vrij grof en primitief. Hij moest bijvoorbeeld aannemen dat veranderingen allemaal in een en hetzelfde tempo verliepen. De onbetrouwbare conclusies van de glottochronologie van de jaren 1970 kwamen dan ook zwaar onder vuur te liggen en de glottochronologie raakte hierdoor in diskrediet. In de jaren 1990 en jaren 2000 kwam er echter uitkomst vanuit een heel ander vakgebied. De moleculaire biologie boekte grote vooruitgang in de statistische analyse van DNA-gegevens en deze verbeterde wiskunde bleek geschikt te zijn om vrijwel in zijn geheel overgenomen te worden voor glottochronologische doeleinden. Een goed voorbeeld van de opleving van deze onderzoeksmethodiek is de stamboom van de Indo-Europese talen van Gray & Atkinson uit 2003. De resultaten daarvan komen in een aantal opzichten niet overeen met de gangbaardere Koerganhypothese, vooral omdat de glottochronologische resultaten eerder de rivaliserende Anatolische hypothese in het gelijk lijken te stellen.